# سالانز
سالانز (انگلیسی: Salans) شرکت خدمات حقوقی بریتانیایی است، که در سال ۱۹۷۸ تأسیس شد.